# Ciclismo ai Giochi della XXXII Olimpiade - Velocità femminile
Le gare di velocità femminile dei Giochi della XXXII Olimpiade si sono svolte dal 6 all'8 agosto al velodromo di Izu, in Giappone. 
La competizione ha visto la partecipazione di 29 atleti di 18 nazioni.

## Programma
Tutti gli orari sono UTC+9
| Data          | Ora               | Turno                                    |
| ------------- | ----------------- | ---------------------------------------- |
| 6 agosto 2021 | 15:30 16:16 18:06 | Qualificazioni Primo turno Secondo turno |
| 7 agosto 2021 | 15:30 16:39       | Ottavi Quarti                            |
| 8 agosto 2021 | 10:18 11:20       | Semifinali Finali                        |

## Record
Prima della competizione il record del mondo e il record olimpico erano i seguenti:
| Record mondiale | 10"154 | Kelsey Mitchell Canada      | 4 settembre 2019 Cochabamba, Bolivia   |
| Record olimpico | 10"721 | Rebecca James Gran Bretagna | 14 agosto 2016 Rio de Janeiro, Brasile |

## Regolamento
La competizione della velocità si apre in genere con un turno di qualificazione individuale sulla distanza cronometrata dei 200 metri con partenza lanciata. Poi inizia il "torneo di velocità", in cui i ciclisti si sfidano a coppie, abbinati per tempo di qualificazione (il primo con l'ultimo, il secondo con il penultimo, e così via), su una distanza di tre giri di pista. In ogni turno si qualifica alla fase successiva il corridore che, nella sfida al meglio delle tre manche, ne vince due, tuttavia ai Giochi olimpici i prim iturni si disputano in una sola manche, solo dai quarti di finale sono previste gare al meglio delle 3 manche.
La competizione si svolge in più turni:
- Qualificazioni: Nelle qualificazioni le cicliste scendono in pista a due a due per stabilire, analogamente ad una comune gara a cronometro, il loro tempo di qualifica.
- Primo turno: si qualificano alla fase successiva le cicliste che vincono le batterie mentre le perdenti vanno al primo ripescaggio.
- Ripescaggi primo turno: 12 cicliste sono divise in 4 manche da 3 cicliste ciascuna, le vincenti si qualificano al secondo turno le altre sono eliminate.
- Secondo turno: 16 cicliste sono divise in 8 batterie: le vincenti accedono ai quarti di finale, le perdenti vanno al secondo ripescaggio.
- Ripescaggi secondo turno: 4 batterie di 2 cicliste; le vincenti accedono agli ottavi, le perdenti vengono eliminate.
- Ottavi di finale: 12 ciclisti in 6 batterie, dove le vincenti avanzano ai quarti di finale mentre le perdenti vanno al terzo ripescaggio.
- Il terzo ripescaggio prevede 2 batterie da 3 cicliste ciascuna; le vincitrici accedono ai quarti di finale mentre tutte le altre vengono eliminate
- Quarti di finale: I quarti di finale si disputano al meglio delle due manche su tre; le 8 ciclisti sono accoppiate in 4 quarti di finale. Le vincitrici di due manche in ogni quarto di finale vanno alle semifinali, mentre le perdenti la classificazione dal quinto all'ottavo posto.
- Semifinale e finali: le vincitrici delle due manche delle semifinali accedono alla finale per il primo posto, le perdenti disputano la finale per il bronzo.

## Risultati

### Qualificazioni
I migliori ventiquattro tempi si qualificano al primo turno.
| Posizione | Atleta              | Nazione       | Tempo       | Distacco    | Note |
| --------- | ------------------- | ------------- | ----------- | ----------- | ---- |
| 1         | Lea Friedrich       | Germania      | 10.310      |             | Q    |
| 2         | Kelsey Mitchell     | Canada        | 10.346      | +0.036      | Q    |
| 3         | Emma Hinze          | Germania      | 10.381      | +0.071      | Q    |
| 4         | Mathilde Gros       | Francia       | 10.400      | +0.090      | Q    |
| 5         | Lauriane Genest     | Canada        | 10.460      | +0.150      | Q    |
| 6         | Olena Starikova     | Ucraina       | 10.461      | +0.151      | Q    |
| 7         | Shanne Braspennincx | Paesi Bassi   | 10.479      | +0.169      | Q    |
| 8         | Katy Marchant       | Gran Bretagna | 10.495      | +0.185      | Q    |
| 9         | Lee Wai-sze         | Hong Kong     | 10.538      | +0.228      | Q    |
| 10        | Zhong Tianshi       | Cina          | 10.559      | +0.249      | Q    |
| 11        | Ellesse Andrews     | Nuova Zelanda | 10.563      | +0.253      | Q    |
| 12        | Daria Shmeleva      | ROC           | 10.667      | +0.357      | Q    |
| 13        | Anastasia Voynova   | ROC           | 10.669      | +0.359      | Q    |
| 14        | Kaarle McCulloch    | Australia     | 10.679      | +0.369      | Q    |
| 15        | Daniela Gaxiola     | Messico       | 10.682      | +0.372      | Q    |
| 16        | Simona Krupeckaitė  | Lituania      | 10.706      | +0.396      | Q    |
| 17        | Yuka Kobayashi      | Giappone      | 10.711      | +0.401      | Q    |
| 18        | Bao Shanju          | Cina          | 10.723      | +0.413      | Q    |
| 19        | Yuli Verdugo        | Messico       | 10.818      | +0.508      | Q    |
| 20        | Madalyn Godby       | Stati Uniti   | 10.869      | +0.559      | Q    |
| 21        | Lee Hye-jin         | Corea del Sud | 10.904      | +0.594      | Q    |
| 22        | Charlene du Preez   | Sudafrica     | 10.974      | +0.664      | Q    |
| 23        | Lyubov Basova       | Ucraina       | 10.981      | +0.671      | Q    |
| 24        | Miglė Marozaitė     | Lituania      | 11.031      | +0.721      | Q    |
| 25        | Urszula Łoś         | Polonia       | 11.047      | +0.737      |      |
| 26        | Marlena Karwacka    | Polonia       | 11.083      | +0.773      |      |
| 27        | Kirstie James       | Nuova Zelanda | 11.116      | +0.806      |      |
| 28        | Jessica Lee         | Hong Kong     | 11.232      | +0.922      |      |
| 29        | Coralie Demay       | Francia       | 11.849      | +1.539      |      |
|           | Laurine van Riessen | Paesi Bassi   | Non partita | Non partita |      |

### Primo turno
Le vincitrici di ogni batteria si qualificano per il secondo turno, le perdenti vanno ai ripescaggi.
| Batteria | Posizione | Atleta              | Nazione       | Distacco | Note |
| -------- | --------- | ------------------- | ------------- | -------- | ---- |
| 1        | 1         | Lea Friedrich       | Germania      | X        | Q    |
| 1        | 2         | Miglė Marozaitė     | Lituania      | +0.370   | R    |
| 2        | 1         | Kelsey Mitchell     | Canada        | X        | Q    |
| 2        | 2         | Lyubov Basova       | Ucraina       | +0.535   | R    |
| 3        | 1         | Emma Hinze          | Germania      | X        | Q    |
| 3        | 2         | Charlene du Preez   | Sudafrica     | +0.415   | R    |
| 4        | 1         | Mathilde Gros       | Francia       | X        | Q    |
| 4        | 2         | Lee Hye-jin         | Corea del Sud | +0.797   | R    |
| 5        | 1         | Lauriane Genest     | Canada        | X        | Q    |
| 5        | 2         | Madalyn Godby       | Stati Uniti   | +0.121   | R    |
| 6        | 1         | Olena Starikova     | Ucraina       | X        | Q    |
| 6        | 2         | Yuli Verdugo        | Messico       | +0.107   | R    |
| 7        | 1         | Shanne Braspennincx | Paesi Bassi   | X        | Q    |
| 7        | 2         | Bao Shanju          | Cina          | +0.152   | R    |
| 8        | 1         | Katy Marchant       | Gran Bretagna | X        | Q    |
| 8        | 2         | Yuka Kobayashi      | Giappone      | +0.612   | R    |
| 9        | 1         | Lee Wai-sze         | Hong Kong     | X        | Q    |
| 9        | 2         | Simona Krupeckaitė  | Lituania      | +0.102   | R    |
| 10       | 1         | Zhong Tianshi       | Cina          | X        | Q    |
| 10       | 2         | Daniela Gaxiola     | Messico       | +0.087   | R    |
| 11       | 1         | Ellesse Andrews     | Nuova Zelanda | X        | Q    |
| 11       | 2         | Kaarle McCulloch    | Australia     | +0.255   | R    |
| 12       | 1         | Anastasia Voynova   | ROC           | X        | Q    |
| 12       | 2         | Daria Shmeleva      | ROC           | +0.056   | R    |

### Ripescaggi primo turno
Le vincitrici di ogni batteria si qualificano per il secondo turno.
| Batteria | Posizione | Atleta             | Nazione       | Distacco | Note |
| -------- | --------- | ------------------ | ------------- | -------- | ---- |
| 1        | 1         | Yuka Kobayashi     | Giappone      | X        | Q    |
| 1        | 2         | Simona Krupeckaitė | Lituania      | +0.052   |      |
| 1        | 3         | Miglė Marozaitė    | Lituania      | +0.265   |      |
| 2        | 1         | Bao Shanju         | Cina          | X        | Q    |
| 2        | 2         | Daniela Gaxiola    | Messico       | +0.027   |      |
| 2        | 3         | Lyubov Basova      | Ucraina       | +0.602   |      |
| 3        | 1         | Kaarle McCulloch   | Australia     | X        | Q    |
| 3        | 2         | Yuli Verdugo       | Messico       | +0.041   |      |
| 3        | 3         | Charlene du Preez  | Sudafrica     | +0.354   |      |
| 4        | 1         | Madalyn Godby      | Stati Uniti   | X        | Q    |
| 4        | 2         | Lee Hye-jin        | Corea del Sud | +0.054   |      |
| 4        | 3         | Daria Shmeleva     | ROC           | +0.057   |      |

### Secondo turno
Le vincitrici di ogni batteria si qualificano per gli ottavi, le perdenti vanno ai ripescaggi.
| Batteria | Posizione | Atleta              | Nazione       | Distacco | Note |
| -------- | --------- | ------------------- | ------------- | -------- | ---- |
| 1        | 1         | Lea Friedrich       | Germania      | X        | Q    |
| 1        | 2         | Madalyn Godby       | Stati Uniti   | +0.391   | R    |
| 2        | 1         | Kelsey Mitchell     | Canada        | X        | Q    |
| 2        | 2         | Kaarle McCulloch    | Australia     | +0.135   | R    |
| 3        | 1         | Emma Hinze          | Germania      | X        | Q    |
| 3        | 2         | Bao Shanju          | Cina          | +0.201   | R    |
| 4        | 1         | Mathilde Gros       | Francia       | X        | Q    |
| 4        | 2         | Yuka Kobayashi      | Giappone      | +0.485   | R    |
| 5        | 1         | Lauriane Genest     | Canada        | X        | Q    |
| 5        | 2         | Anastasia Voynova   | ROC           | +0.035   | R    |
| 6        | 1         | Olena Starikova     | Ucraina       | X        | Q    |
| 6        | 2         | Ellesse Andrews     | Nuova Zelanda | +0.026   | R    |
| 7        | 1         | Shanne Braspennincx | Paesi Bassi   | X        | Q    |
| 7        | 2         | Zhong Tianshi       | Cina          | +0.030   | R    |
| 8        | 1         | Katy Marchant       | Gran Bretagna | X        | Q    |
| 8        | 2         | Lee Wai-sze         | Hong Kong     | +0.025   | R    |

### Ripescaggi secondo turno
Le vincitrici di ogni batteria si qualificano per gli ottavi.
| Batteria | Posizione | Atleta            | Nazione       | Distacco | Note |
| -------- | --------- | ----------------- | ------------- | -------- | ---- |
| 1        | 1         | Lee Wai-sze       | Hong Kong     | X        | Q    |
| 1        | 2         | Madalyn Godby     | Stati Uniti   | +0.168   |      |
| 2        | 1         | Zhong Tianshi     | Cina          | X        | Q    |
| 2        | 2         | Kaarle McCulloch  | Australia     | +0.117   |      |
| 3        | 1         | Ellesse Andrews   | Nuova Zelanda | X        | Q    |
| 3        | 2         | Bao Shanju        | Cina          | +0.234   |      |
| 4        | 1         | Anastasia Voynova | ROC           | X        | Q    |
| 4        | 2         | Yuka Kobayashi    | Giappone      | +0.275   |      |

### Ottavi di finale
Le vincitrici di ogni batteria si qualificano per i quarti, le perdenti vanno ai ripescaggi.
| Batteria | Posizione | Atleta              | Nazione       | Distacco | Note |
| -------- | --------- | ------------------- | ------------- | -------- | ---- |
| 1        | 1         | Lea Friedrich       | Germania      | X        | Q    |
| 1        | 2         | Anastasia Voynova   | ROC           | +0.135   | R    |
| 2        | 1         | Kelsey Mitchell     | Canada        | X        | Q    |
| 2        | 2         | Ellesse Andrews     | Nuova Zelanda | +0.005   | R    |
| 3        | 1         | Emma Hinze          | Germania      | X        | Q    |
| 3        | 2         | Zhong Tianshi       | Cina          | +0.359   | R    |
| 4        | 1         | Lee Wai-sze         | Hong Kong     | X        | Q    |
| 4        | 2         | Mathilde Gros       | Francia       | +0.019   | R    |
| 5        | 1         | Katy Marchant       | Gran Bretagna | X        | Q    |
| 5        | 2         | Lauriane Genest     | Canada        | +0.179   | R    |
| 6        | 1         | Shanne Braspennincx | Paesi Bassi   | X        | Q    |
| 6        | 2         | Olena Starikova     | Ucraina       | +0.045   | R    |

### Ripescaggi ottavi
Le vincitrici di ogni batteria si qualificano per i quarti.
| Batteria | Posizione | Atleta            | Nazione       | Distacco | Note |
| -------- | --------- | ----------------- | ------------- | -------- | ---- |
| 1        | 1         | Lauriane Genest   | Canada        |          | Q    |
| 1        | 2         | Mathilde Gros     | Francia       | +0.001   |      |
| 1        | 3         | Anastasia Voynova | ROC           | +0.095   |      |
| 2        | 1         | Olena Starikova   | Ucraina       |          | Q    |
| 2        | 2         | Ellesse Andrews   | Nuova Zelanda | +0.007   |      |
| 2        | 3         | Zhong Tianshi     | Cina          | +0.056   |      |

### Quarti di finale
Le vincitrici di ogni batteria si qualificano per le semifinali
| Batteria | Posizione | Atleta              | Nazione       | Gara 1 | Gara 2 | Gara 3 | Note |
| -------- | --------- | ------------------- | ------------- | ------ | ------ | ------ | ---- |
| 1        | 1         | Olena Starikova     | Ucraina       |        | +0.018 |        | SF   |
| 1        | 2         | Lea Friedrich       | Germania      | +0.001 |        | +0.019 | F5-8 |
| 2        | 1         | Kelsey Mitchell     | Canada        |        |        |        | SF   |
| 2        | 2         | Lauriane Genest     | Canada        | +0.041 | +0.058 |        | F5-8 |
| 3        | 1         | Emma Hinze          | Germania      |        |        |        | SF   |
| 3        | 2         | Shanne Braspennincx | Paesi Bassi   | +0.098 | +0.074 |        | F5-8 |
| 4        | 1         | Lee Wai-sze         | Hong Kong     |        |        |        | SF   |
| 4        | 2         | Katy Marchant       | Gran Bretagna | +0.027 | +0.036 |        | F5-8 |

### Semifinali
Le vincitrici di ogni batteria si qualificano alla finale per l'oro, le altre si qualificano alla finale per il bronzo
| Batteria | Posizione | Atleta          | Nazione   | Gara 1 | Gara 2 | Gara 3 | Note |
| -------- | --------- | --------------- | --------- | ------ | ------ | ------ | ---- |
| 1        | 1         | Olena Starikova | Ucraina   |        |        |        | QG   |
| 1        | 2         | Lee Wai-sze     | Hong Kong | +0.040 | +0.128 |        | QB   |
| 2        | 1         | Kelsey Mitchell | Canada    |        | +0.285 |        | QG   |
| 2        | 2         | Emma Hinze      | Germania  | +0.101 |        | +0.176 | QB   |

### Finali
| Posizione            | Atleta          | Nazione   | Gara 1 | Gara 2 | Gara 3 |
| -------------------- | --------------- | --------- | ------ | ------ | ------ |
| Finale per l'oro     |                 |           |        |        |        |
|                      | Kelsey Mitchell | Canada    |        |        |        |
|                      | Olena Starikova | Ucraina   | +0.061 | +0.064 |        |
| Finale per il bronzo |                 |           |        |        |        |
|                      | Lee Wai-sze     | Hong Kong |        |        |        |
| 4                    | Emma Hinze      | Germania  | +0.964 | +0.233 |        |